# Sanatan Dharm Maha Sabha
Sanatan Dharm Maha Sabha is een Surinaamse hindoeïstische organisatie. Sanātana Dharma is een van de twee hoofdstromingen van het hindoeïsme in Suriname en kan vertaald worden naar tijdloze religie.
Op 5 februari 1929 richtten volgelingen van het gepopulariseerde hindoeïsme Sanatan Dharm Maha Sabha op. Er werden tal van afdelingen in het land opgezet en aan het eind van de 20e eeuw bevonden zich – samen met die van Arya Diwaker – vijftig hindoeïstische tempels in Suriname. De organisatie is een van de leden van de Interreligieuze Raad in Suriname In 2017 lanceerde de ze haar eigen televisiestation onder de naam Sanatan Dharm TV.
Er waren in 2017 meer dan 100.000 volgelingen aangesloten. De organisatie reikt geregeld onderscheidingen uit.
Krish Nannan Panday was vanaf 1964 vicevoorzitter en vanaf 1968 jarenlang de voorzitter van de organisatie. In 2010 was hij dat nog. Ondanks een verleden waarin religieuze organisaties in Suriname gelieerd waren aan politieke organisaties, was Panday tegen politieke inmenging. Van hem komt de spreuk: "Sanatan Dharm is niet vóór en ook niet tegen de politiek, maar wel tegen inmenging." In 2017 keerde de Priesterraad zich sterk met sterke bewoordingen af van pogingen van vicepresident Ashwin Adhin om vanwege kiezers voor de NDP de leiding te willen krijgen.